# Södermanlands län
Koordinaten: 59° 0′ N, 16° 48′ O

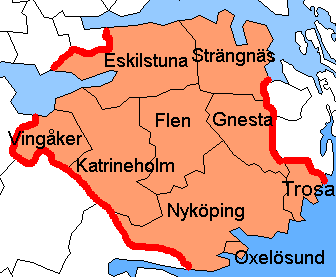
Gemeinden in Södermanlands län

Södermanlands län ist eine Provinz (län) in Schweden.

## Geographie

Karte von Sörmland von 1868

Södermanlands län wird aus dem südlichen Bereich der historischen Provinz (landskap) Södermanland gebildet, die den östlichen Teil der mittelschwedischen Region Svealand umfasst.
Das Territorium von Södermanlands län macht ca. 1,6 % der Fläche des schwedischen Staatsgebietes aus.

## Bevölkerung
Der Anteil an der Gesamtbevölkerung Schwedens beträgt 2,9 %.

## Gemeinden und Orte
Södermanlands län besteht aus neun Gemeinden.

### Gemeinden
| Gemeinde    | Einwohner |
| ----------- | --------- |
| Eskilstuna  | 107.203   |
| Flen        | 015.362   |
| Gnesta      | 011.458   |
| Katrineholm | 034.154   |
| Nyköping    | 058.344   |
| Oxelösund   | 012.031   |
| Strängnäs   | 039.313   |
| Trosa       | 014.927   |
| Vingåker    | 008.750   |

(Stand: 31. Dezember 2024)

### Größte Orte
- Eskilstuna (64.679)
- Nyköping (29.891)
- Katrineholm (21.993)
- Strängnäs (12.856)
- Oxelösund (10.870)

(Einwohner Stand 31. Dezember 2010)

## Sehenswürdigkeiten
- Burg Nyköpingshus mit Sörmlands museum
- Dom zu Strängnäs
- Gräberfeld von Åsa
- Schloss Gripsholm
- Schloss Nynäs
- Schloss Sundbyholm
- Wanderwegnetz Sörmlandsleden

Für weitere vorgeschichtliche Denkmäler und Runensteine siehe Kategorie:Archäologischer Fundplatz in Södermanlands län.